# Miss Univers 1972

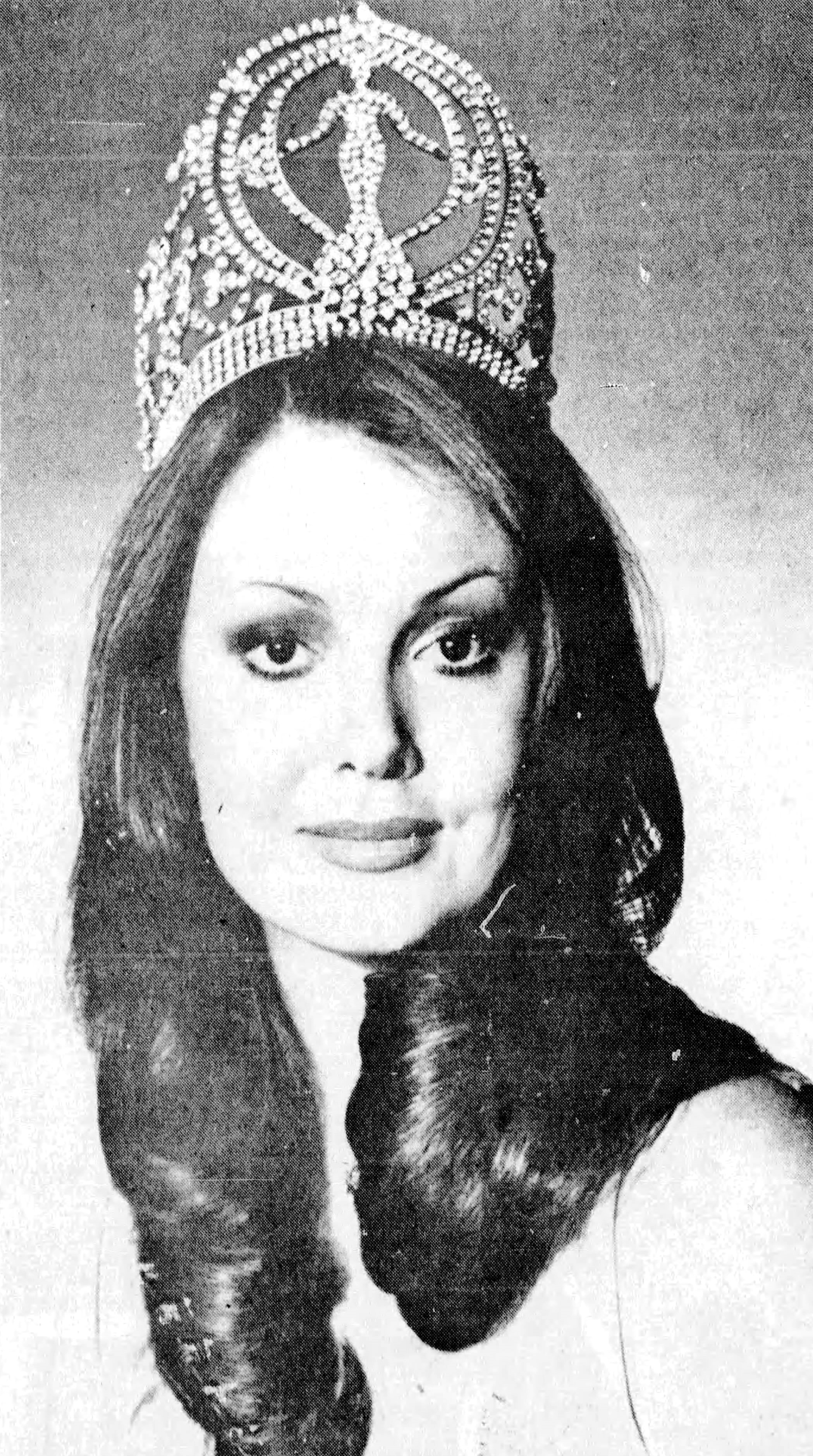
Image promotionnelle du concours de 1973 montrant Kerry Anne Wells, Miss Univers 1972.

Miss Univers 1972, 21e édition du concours de Miss Univers a lieu le 29 juillet 1972, au Cerromar Beach Hotel, à Dorado, Porto Rico. Georgina Rizk, Miss Liban et Miss Univers 1971 n'a pu couronner elle-même la gagnante en raison de craintes d'attentat du gouvernement libanais, des bombes ayant explosé 2 mois avant l'élection dans l’hôtel de Miss USA, Tanya Wilson.
Kerry Anne Wells, Miss Australie, remporte le prix.

## Résultats
| Classement final  | Candidates |
| ----------------- | --- |
| Miss Univers 1972 | - Australie - Kerry Anne Wells |
| 1re dauphine      | - Brésil - Rejane Vieira Costa |
| 2e dauphine       | - Venezuela - María Antonieta Cámpoli |
| 3e dauphine       | - Israël - Ilana Goren |
| 4e dauphine       | - Angleterre - Jennifer McAdam |
| Top 12            | - Belgique - Anne Marie Roger - Allemagne - Heidi-Marie Weber - Inde - Roopa Satyan - Japon - Harumi Maeda - Pérou - Carmen Amelia Ampuero Mosquetti - Philippines - Armi Barbara Quiray Crespo - États-Unis - Miss USA - Tanya Wilson |

## Prix spéciaux
| Prix                      | Candidates                                |
| ------------------------- | ----------------------------------------- |
| Miss Congénialité         | - Zaïre - Ombayi Mukuta                   |
| Miss Photogénique         | - Belgique - Anne Marie Roger             |
| Meilleur costume national | - Pérou - Carmen Amelia Ampuero Mosquetti |

### Ordre d'annonce
| 1. Angleterre 2. Brésil 3. Japon 4. Venezuela 5. Australie 6. Pérou 7. Belgique 8. États-Unis 9. Israël 10. Allemagne 11. Philippines 12. Inde | 1. Australie 2. Angleterre 3. Venezuela 4. Israël 5. Brésil |

## Candidates
| - Argentine - Norma Elena Dudik - Aruba - Ivonne Dirksz - Australie - Kerry Ann Wells - Autriche - Uschi Pacher - Bahamas - Deborah Jane Taylor - Belgique - Anne-Marie Roger - Bermudes - Helen Brown - Bolivie - Maria Alicia Vargas Vasquez - Brésil - Rejane Vieira Da Costa - Canada - Bonny Brady - Chili - Consuelo Fernandez De Olivares - Colombie - Maria Luisa Lignarolo Martinez-Aparicio - Costa Rica - Vicki Ross Gonzalez - Curaçao - Ingrid Prade - Danemark - Marianne Schmidt - République dominicaine - Ivonne Butler - Équateur - Susana Castro Jaramillo - Salvador - Ruth Eugenia Romero Ramirez - Angleterre - Jennifer Mary McAdam - Finlande - Maj-Len Eriksson - France - Claudine Cassereau - Allemagne - Heidemarie Renate Weber - Grèce - Nansy Kapetanaki - Guam - Patricia Alvarez - Pays-Bas - Jenny Ten Wolde - Honduras - Doris Alicia Roca Pagan - Hong Kong - Rita Leung - Islande - María Kristin Jóhannsdóttir - Inde Roopa Satyan - Irak - Wijdan Burhan El-Deen Sulyman - Irlande - Maree McGlinchey | - Israël - Ilana Goren - Italie - Isabela Specia - Jamaïque - Grace Marilyn Wright - Japon - Harumi Maeda - Corée du Sud - Park Yeon-joo - Luxembourg - Anita Heck - Malaisie - Helen Looi - Malte - Doris Abdilla - Mexique - Maria Del Carmen Orozco Quibriera - Nouvelle-Zélande - Kristine Dayle Allen - Norvège - Liv Hanche Olsen - Paraguay - Maria Stela Volpe Martinez - Pérou - Carmen Amelia Ampuero Mosquetti - Philippines - Armi Barbara Quiray Crespo - Portugal - Iris Maria Rosario Dos Santos - Porto Rico - Barbara Torres - Écosse - Elizabeth Joan Stevely - Singapour - Jacqueline Hong - Espagne - Maria Del Carmen Munoz Castanon - Suriname - Carmen Cerna Muntslag - Suède - Britt Marie Johansson - Suisse - Anneliese Weber - Thaïlande - Nipapat Sudsiri - Turquie - Neslihan Sunay - Îles Vierges des États-Unis - Carol Krieger - Uruguay - Christina Moller - États-Unis - Tanya Wilson - Venezuela - Maria Antonieta Campoli Prisco - Pays de Galles - Eileen Darroch - Zaïre - Ombayi Mukuta |

## Juges
| - Edilson Cid Varela - Mapita Cortez - Kiyoshi Hara - Sylvia Hitchcock - Kurt Jurgen - Jean-Louis Lindican | - Lynn Redgrave - Line Renaud - Arnold Scaasi - Fred Williamson - Earl Wilson |

## Note sur le classement des pays
- 1re victoire pour l'Australie grâce au sacre de Kerry Anne Wells.
- Les États-Unis sont classés pour la 15e année consécutive.
- Le Brésil est classé pour la 6e année consécutive et dans le Top 5 pour la 2e année consécutive.
- L'Australie et le Japon sont classés pour la 4e année consécutive.
- L'Australie est classée dans le Top 3 pour la 4e année consécutive et dans le Top 2 pour la 2e année consécutive.
- L'Angleterre et Israël sont classés pour la 2e année consécutive.
- Le retour du Venezuela depuis son dernier classement lors de l'élection de Miss Univers 1970.
- Le retour du Pérou et des Philippines depuis leur dernier classement lors de l'élection de Miss Univers 1969.
- Le retour de l'Allemagne et de l'Inde depuis leur dernier classement lors de l'élection de Miss Univers 1966.
- Le retour de la Belgique depuis son dernier classement lors de l'élection de Miss Univers 1959.